# Anthony Belmonte
Pour les articles homonymes, voir Belmonte.
Anthony Belmonte, né le 16 octobre 1995 à Istres, est un footballeur français qui occupe le poste de milieu de terrain au APO Levadiakosqui évolue en première division du championnat grec.

## Biographie
En 2008, il intègre le pôle espoirs d'Aix-en-Provence, pour deux ans de préformation.
Le 1er septembre 2017, il s'engage avec le club bulgare du Levski Sofia.
Le 11 juillet 2018, il dispute le premier tour de qualification de la Ligue Europa contre le FC Vaduz. Deux mois plus tard, à 22 ans, il inscrit son premier but chez les professionnels contre le Beroe Stara Zagora.
En juillet 2019, il s'engage avec le Grenoble Foot 38.
Le 3 août 2022, arrivé en fin de contrat au GF38, il prend la direction de la Grèce pour s'engager en faveur du APO Levadiakos en première division pour deux saisons. Le 9 octobre 2022, il inscrit son premier but sous ses nouvelles couleurs contre le club historique du PAOK.

## Statistiques
| Saison                | Club                  | Championnat           | Championnat | Championnat | Coupe(s) nationale(s) | Coupe(s) nationale(s) | Compétition(s) continentale(s) | Compétition(s) continentale(s) | Compétition(s) continentale(s) | Total | Total |
| Saison                | Club                  | Division              | M.          | B.          | M.                    | B.                    | Comp.                          | M.                             | B.                             | M.    | B.    |
| 2012-2013             | FC Istres             | Ligue 2               | -           | -           | 1                     | 0                     | -                              | -                              | -                              | 1     | 0     |
| 2013-2014             | FC Istres             | Ligue 2               | 3           | 0           | 3                     | 0                     | -                              | -                              | -                              | 6     | 0     |
| 2014-2015             | FC Istres             | National              | 10          | 0           | 1                     | 0                     | -                              | -                              | -                              | 11    | 0     |
| Sous-total            | Sous-total            | Sous-total            | 13          | 0           | 5                     | 0                     | -                              | -                              | -                              | 18    | 0     |
| 2015-2016             | Dijon FCO             | Ligue 2               | 14          | 0           | 4                     | 0                     | -                              | -                              | -                              | 18    | 0     |
| 2016-2017             | Dijon FCO             | Ligue 1               | 8           | 0           | 2                     | 0                     | -                              | -                              | -                              | 10    | 0     |
| Sous-total            | Sous-total            | Sous-total            | 22          | 0           | 6                     | 0                     | -                              | -                              | -                              | 28    | 0     |
| 2017-2018             | PFK Levski Sofia      | Première Ligue        | 11          | 0           | 3                     | 0                     | -                              | -                              | -                              | 14    | 0     |
| 2018-2019             | PFK Levski Sofia      | Première Ligue        | 16          | 1           | -                     | -                     | C3                             | 2                              | 0                              | 18    | 1     |
| Sous-total            | Sous-total            | Sous-total            | 27          | 1           | 3                     | 0                     | -                              | 2                              | 0                              | 32    | 1     |
| 2019-2020             | Grenoble Foot 38      | Ligue 2               | 6           | 0           | -                     | -                     | -                              | -                              | -                              | 6     | 0     |
| 2020-2021             | Grenoble Foot 38      | Ligue 2               | 21          | 2           | 2                     | 0                     | -                              | -                              | -                              | 23    | 2     |
| 2021-2022             | Grenoble Foot 38      | Ligue 2               | 17          | 1           | 2                     | 0                     | -                              | -                              | -                              | 19    | 1     |
| Sous-total            | Sous-total            | Sous-total            | 44          | 3           | 4                     | 0                     | -                              | -                              | -                              | 48    | 3     |
| 2022-2023             | APO Levadiakos        | Super League          | 9+6         | 1+0         | -                     | -                     | -                              | -                              | -                              | 15    | 1     |
| 2023-2024             | APO Levadiakos        | Super League 2        | 19+8        | 1+0         | 5                     | 0                     | -                              | -                              | -                              | 32    | 1     |
| Sous-total            | Sous-total            | Sous-total            | 42          | 2           | 5                     | 0                     | -                              | -                              | -                              | 47    | 2     |
| 2024-2025             | Iraklis Thessalonique | Super League 2        | 10+5        | 0+1         | 2                     | 1                     | -                              | -                              | -                              | 17    | 2     |
| Total sur la carrière | Total sur la carrière | Total sur la carrière | 163         | 7           | 25                    | 1                     | -                              | 2                              | 0                              | 190   | 8     |

## Palmarès
Anthony Belmonte est champion de deuxième division grecque en 2024 avec l'APO Levadiakos.